# 勝川春洞
勝川 春洞（かつかわ しゅんどう、生没年不詳）とは、江戸時代の浮世絵師。

## 来歴
勝川春英の門人。俗称は政蔵、本業が大工だったので大政とも称した。左筆すなわち左手で絵を描いたという。作画期は寛政の末から文化の頃にかけてで、役者絵や喜多川歌麿風の美人画を描いている。

## 作品
- 「千話鏡月の村雲　糸屋妹小いと 佐七 姉おふさ」　大判錦絵　ボストン美術館所蔵　※「勝 春洞画」の落款あり
- 「風流やつし忠臣蔵　初段」　大判錦絵
- 「澤村源之助　坂東三津五郎」　細判錦絵
- 「澤村源之助　中村歌右衛門」　細判錦絵
- 「松本幸四郎」　細判錦絵